# Mitologema
Por mitologema, de acuerdo a la definición de Károly Kerényi, se entiende un complejo de material mítico que es continuamente revisado, plasmado y reorganizado.
El mitologema es el modelo arquetípico que, enriquecido con elementos propios de una cultura, da origen al mito.
Por ejemplo, el abandono de un hijo que sobreviviendo se vuelve grande, es causa de profundas transformaciones y un mitologema: la historia de Moisés, de Paris y de Rómulo son mitos así originados.
Los mitologemas habrían sido aquel material mítico que según la nota teórica de Vladimir Propp habría dado origen a los cuentos de hadas, unidas a reminiscencias históricas.
Del mismo modo las imágenes primordiales de Carl Gustav Jung, con el cual Kerényi colaboraba asiduamente, son reconducibles al concepto de mitologema.